# Сарацениеви
Сарацениеви (Sarraceniaceae) са семейство растения от разред Пиреноцветни. Включва три рода: Сарацения (Sarracenia) – десет вида, Дарлингтония (Darlingtonia) – един вид и Хелиаморфа (Heliamphora) – шест вида. Разпространени са в южната част на Северна Америка, североизточната част на Южна Америка, в тропическия, субтропическия и умерен пояси. Всички представители на семейството са блатни растения и в голяма степен тяхната хищност е обусловена от недостатъчните хранителни вещества в почвата.
Поради усиленото им търсене като стайни растения, те бързо намаляват в естествената си среда и днес търговията с тях е забранена.

## Описание
Сарацениите са многогодишни тревисти насекомоядни растения, с фуниевидни листа-капанчета, израстващи от коренището. Листата са изправени, при някои видове дължината им достига до 1 метър, а в диаметър до 8 см, кухи, вътрешността им е покрита с твърди власинки, насочени към дъното, ярко оцветени, обикновено с червени прожилки, които изпъкват още повече на слънчева светлина.
В зависимост от вида, вътрешността на тръбовидната каничка може да бъде разделена на три до пет зони:
Първа зона – капаче (operculum), втора зона – входната част на капанчето или оклоустното поле (peristome), останалата част от входа на тръбовидната каничка, в зависимост от видовете, при някои са комбинирани зони три и четири, и петата зона, която присъства само при Сарацения пурпурея (Saracenia purpurea). Всяка от тези зони има специфични функции, свързани с морфофизиологичните характеристики на растението.
Зона I – Капаче (operculum). При повечето видове покрива малка част от отвора и предпазва от попадане на дъждовна вода, която може да изпълни каничката, и в резултат на което сараценията може да загуби улова. Капачето също служи като примамка за насекомите с комбинация от цвят, аромат и ориентираните надолу власинки, които насочват насекомите към входа на капанчето. Някои видове сарацении (S. minor и S. psittacina) са с капаче ниско над входа на капанчето. Капачетата също имат частична липса на хлорофил на места и са прозрачни, което допълнително обърква насекомите в опитите им да намерят изход. Подобен, но много по-съвършен механизъм е развит при Калифорнийската дарлингтония (Darlingtonia californica).
Зона II – Околоустно поле (peristome). Сараценията улавя насекомите чрез каничката с нектар и с помощта на хлъзгавата повърхност около устната. В тази зона се отделя нектарът, който примамва насекомите да кацнат и да се плъзнат по хлъзгавата повърхност около входа на капанчето. Тук също има восъчен налеп в горната част, която прави придвижването навън на насекомите невъзможно и те попадат в самото капанче.
Зона III – Намира се непосредствено под зона II и е осеяна с безхлорофилни участъци и фини власинки, насочващи насекомите надолу без шанс за измъкване. Тук се намират и жлезите, секретиращи храносмилателните ензими – протеаза и други.
Зона IV – При повечето видове това е последната зона. Изпълнена е с храносмилателен сок и тук се абсорбират хранителните вещества, получени след разлагането на насекомите от ензимите и бактериите в каничката.
Зона V – Тази зона, която се намира под зона IV и е открита само при Сарацения пурпуреа (S. purpurea), е гладка, без власинки и жлези и не усвоява хранителни вещества. Нейната функция не е изучена достатъчно.
Цветовете са единични, на дълъг цветонос, в диаметър достигат до 10 см, пурпурни или жълтеникави. Продължителността на живот на сараценията може да достигне до 30 години.

## Растителен цикъл
Образуването на канички започва напролет, след прецъфтяване и продължава до късна есен. В края на есента започва периода на покой и растението започва да образува листа без капанчета (phyllodia). Това се дължи на оскъдното количество насекоми през зимата, както и на забавения метаболизъм в сараценията. Чрез този механизъм растението съхранява енергия за образуване на капанчета през следващия сезон.

## Отглеждане
Сарацениите улавят предимно по-едри насекоми с хитинови обвивки – бръмбари, хлебарки и мухи, Венерините мухоловки предпочитат мухи и комари, а росянките – дребни мушички и мравки. Сарацениите са отдавна култивирани. В Западна Европа се отглеждат на открито, а пурпурната сарацения се е аклиматизирала в блатата на Ирландия и Южна Англия. Съществуват множество хибриди на сарацения, различаващи се по формата на листата, окраската и големината на цветовете. Отглеждането на сарацениите е специфично, но не е сложно. Те чудесно се развиват в домашни условия без особени грижи. При засаждане е добре да се вземе саксия с кашпа, за да се поставят една в друга с подложка (пълнеж) от сфагнум, който осигурява постоянна на влажност в почвата. Сарацениите често страдат от преполиване. За да се осигури добър дренаж могат да се използват керамични парченца – от саксия или керамзит, както и парченца стиропор. Почвената смес трябва да е рехава, отцедлива и нехранителна – промит кварцов пясък, накълцан сфагнум мъх, торф в съотношение 1:2:3, с добавени парченца дървен въглен. В естествени условия сарацениите растат в блата, по бреговете на реки и езера. В домашната градина се засажда около изкуствен водоем. Почвата трябва да е влажна в дълбочина от около 10 см, но не подгизнала, за да се избегне загниване на корените. При отглеждане на открито през зимния период сараценията се покрива с мулч, за да се избегне измръзването – така сараценията може да преживее зимни температури до -13 °C. Оптималното разположение в дома е на перваза на прозореца. През есента сараценията започва да забавя растеж и в началото на зимата изпада в период на покой. Тогава е добре да бъде държана на хладно, при температури от 4 – 7 °C. През зимата е допустимо понижаване на температурите до 0 °C. През лятото може да се изнесе и отглежда на открито. В началото е добре да се засенчва от преките слънчеви лъчи, но след периода на аклиматизация сараценията ще се чувства добре и под директните слънчеви лъчи. Целогодишното отглеждане на сарцении в орхидариуми, палудариуми и др. в условия на повишена влажност и под изкуствено осветление не е необходимо. Въпреки че в началото растенията се чувстват добре, биологичният им цикъл се обърква, по-бързо се развиват, впоследствие остаряват и загиват. Сараценията не бива да се подхранва допълнително с торове.

## Светлина
Сарацениите предпочитат пряко слънцеогряване. За нормалния им растеж и развитие са необходими от осем до десет часа слънчева светлина. Ако се отглеждат у дома, най-добре да се разположат на южен или западен прозорец или да се доосветяват.

## Поливане
Сарацениите се поливат с дестилирана, обратно осмозирана или чиста дъждовна вода. Ако сараценията е засадена около естествен или изкуствен водоизточник, растението получава необходимата влага от почвата. Ако е в саксия, трябва да се осигури постоянно влажна почва. През зимата, когато растението е в период на покой, може да се намали поливането.

## Пресаждане
При добри грижи сараценията нараства много бързо, кореновата система изпълва саксията и растението се нуждае от пресаждане. Най-добре да пресадим растението през пролетта, след периода на покой.

## Размножаване
Сараценията се размножава от семена, които е удобно да се сеят в съд на Петри, върху торф. Впоследствие се пикират в саксийки. Жълтата сарацения се размножава и чрез делене на коренището.